# حركة أندرا المتحدة

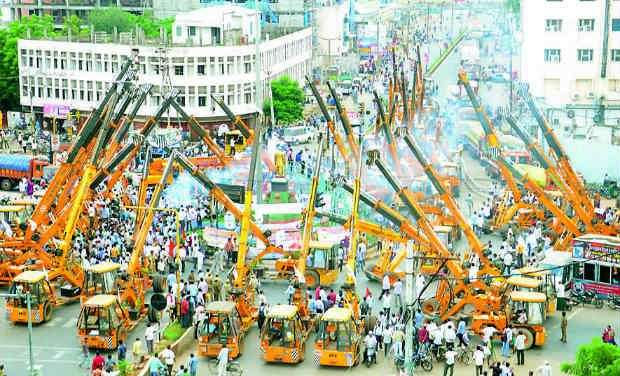
احتجاجات بالرافعات في ساحة بنز خلال حركة أندرا.

حركة أندرا المتّحدة، هي حركة هدفها إبقاء ولاية أندرا براديش الهندية موّحدة ومنع تقسيم الولاية (أي منع تحويل مقاطعات تيلانغانا في الولاية إلى ولاية تيلانغانا المستقلّة). دعم الموظّفون الحكوميون والمحامون في أندرا الساحلية ورايلاسيما هذه الحركة بالتعاون مع مجموعة من الطلاب في 14 جامعة ومجموعات مهنية وطبقية ودينية أخرى من أندرا الساحلية ورايلاسيما. اشتعلت الاحتجاجات الأخيرة لهذه الحركة بعد أن منح رئيس الهند موافقته لتطبيق مشروع قانون تيلانغانا الذي يتوافق مع قرار لجنة عمل المؤتمر الهندي الوطني لتقسيم الولاية اعتباراً من 2 يونيو من عام 2014.

## الخلفية
تجسّدت الحركة على أرض الواقع في 9 ديسمبر من عام 2006، وذلك بعد قرار زعيم حزب رابطة ولاية تيلانغانا كالفاكونتلا شأندراشيكار راو بالصيام لمدّة 11 يوماً نتيجةً لإعلان وزير داخلية الاتحاد بالانيابان تشيدامبارام بدء الحكومة الهندية عملية تشكيل ولاية منفصلة لتيلانغانا بعد انتهاء التقديم والموافقة على قرار الانفصال من مجلس ولاية أندرا براديش. أسفر هذا الإعلان عن احتجاجات واسعة النطاق في منطقتي أندرا الساحلية ورايلاسيما.
أعلن لاغاباتي راجابوبال إضرابه عن الطعام احتجاجاً على تقسيم الولاية، قام بعدها «بهروب» دراماتيكي مفاجئ من المستشفى في فيجاياوادا إلى عاصمة الولاية مبرراً مجيئه بحاجته إلى الدخول لمعهد نظام للعلوم الطبية. تراجع راجابوبال عن مبادرته الوهمية في حضور الصحفيين، لكنّه أعلن مباشرةً عن مبادرة أخرى بالصيام حتّى الموت في فيساخاباتنام إن لم يتوصّل المركز إلى حل يُرضي الجميع. لم يتلقّ إضرابه الكثير من الدعم، لكن أعلن العديد من القادة ونشطاء الأحزاب السياسية في سيماندرا والكثير من الممثلين المنتخبين وزعماء حزب المؤتمر الهندي الوطني إضرابهم عن الطعام ليوم واحد بهدف دعمهم للقضية.
أشعل الطلاب والعمال والعديد من المنظمات في تلك المناطق مظاهرات واحتجاجات سلمية للمطالبة بإبقاء الولاية موّحدة. قدّم عدد من نوّاب هذه المناطق استقالتهم مطالبين بإلغاء بيان وزير الداخلية، وزُعم انتحار اثنين من الناشطين احتجاجاً على تقسيم الولاية.
اعتُقلت مجموعة من قادة حزب تيلوغو ديسام بمن فيهم الأعضاء في مجلس ولاية ماديا براديش ديفينيني أوما ماهيسوارا راو وباريتالا سونيتا، إذ كانا مشاركين في مبادرة الصيام حتى الموت كنوع من الاحتجاج في كل من فيجاياوادا وأنانتابور وغونتور وأونجول. بعد ذلك، نقلتهما الشرطة بالإجبار إلى مستشفيات في كادبا بعد اعتقالهما. أعلن شقيق كادابايدوجوري ساندانتي راجاسيخارا ريدي العضو في المجلس التشريعي فيفيكاناندا ريدي إضرابه عن الطعام برفقة زوجته وأتباعه احتجاجاً على تقسيم ولاية أندرا. نُقل أحد زعماء حزب المؤتمر الهندي الوطني إلى المستشفى عنوةً بعد صيامه أيضاً.
صام الممثل موهان بابو يوماً كاملاً في حرم جامعة سري فينكاتيسوارا تضامناً مع الطلاب المضربين عن الطعام.
في 23 ديسمبر، أعلنت الحكومة الهندية بأنها لن تتّخذ أي قرار بخصوص تيلانغانا إلا بعد التوصل إلى اتفاق في الآراء بين جميع الأطراف والجماعات في الولاية، إذ جاء هذا الإعلان لمراعاة ردود أفعال سكان المناطق الأخرى. واصل مناصرو حركة أندرا المتّحدة نشاطهم مطالبين الحكومة المركزية باتخّاذ موقف واضح من الإبقاء على الولاية موحّدة. وفي 3 فبراير من عام 2010، أعلنت الحكومة تشكيل لجنة مؤلّفة من خمسة أعضاء برئاسة قاضي المحكمة العليا السابق بيلور ناراياناشامي شريكريشنا للنظر في هذه القضية. أعلنت الحكومة صلاحيات اللجنة والموعد النهائي لتقديم قرارها في 31 ديسمبر من عام 2010.

## تقرير لجنة سري كريشنا
قامت اللجنة المؤلفة من خمسة أعضاء برئاسة القاضي بيلور ناراياناشامي شريكريشنا بجولة موسّعة في جميع مناطق الولاية داعيةً الناس من مختلف شرائح المجتمع لإبداء رأيهم حول موضوع الولاية. تلقّت اللجنة أكثر من مئة ألف عريضة واحتجاج من الأحزاب السياسية والمنظمات والمنظمات غير الحكومية والأفراد. عقدت اللجنة مشاورات مع الأحزاب السياسية وعامة الناس، إذ راعت آثار التطورات الأخيرة على شتّى قطاعات الشعب من النساء والأطفال والطلاب والأقليات والطبقات المتخلّفة والطبقات المسجّلة والقبائل المجدولة. قدّمت اللجنة تقريرها إلى وزارة الداخلية الهندية في 30 ديسمبر من عام 2010، إذ اختارت إبقاء الولاية موحّدة وفضّلت تقسيم ولاية أندرا براديش.
وقف أنصار حركة أندرا الموحّدة ضد هذا التقرير والخيار الذي أوصت به اللجنة. قبل زعماء تيلانغانا تقرير اللجنة وأصرّوا على تشكيل ولاية تيلانغانا المستقلّة بعاصمتها حيدر أباد.

## 2013
قرار لجنة عمل المؤتمر الهندي الوطني بشأن تيلانغانا
أصدرت لجنة حزب المؤتمر الوطني الهندي قراراً بالإجماع لإنشاء ولاية تيلانغانا في 30 يوليو. أعلن الحزب رسمياً بأنه سيطلب من الحكومة المركزية اتخاذ الإجراءات لتشكيل ولاية تيلانغانا المستقلة وفقاً لدستور الهند وضمن إطار زمني محدد. ينطوي القرار على تعيين حيدر أباد كعاصمة مشتركة لولايتي أندرا براديش وتيلانغانا المُشكّلة حديثاً لمدة 10 سنوات. أعلن حزب المؤتمر الوطني الهندي بأنه سيتعامل مع مخاوف الأشخاص في المناطق المتبقية فيما يتعلّق بتقاسم موارد المياه والطاقة. رحّب حزب رابطة ولاية تيلانغانا بالقرار وأعلن موافقته على تعيين حيدر أباد كعاصمة مشتركة.

## أعقاب الاحتجاجات العامة
أثار قرار إنشاء ولاية مستقلّة احتجاجاتٍ في جميع أنحاء أندرا الساحلية ورايلاسيما، إضافة إلى نقابات الموظفين الحكوميين في حيدر أباد. انتشرت الإضرابات العامة والحواجز على الطرق السريعة والعادية والاحتجاجات المتقطّعة التي أثارها الطلاب والمنظمات غير الحكومية وجماهير أخرى. رفع المتظاهرون شعارات تعرب عن غضبهم من رئيسة حزب المؤتمر الوطني الهندي سونيا غاندي. أما في فيزينجارم، انتحر أحد حراس الحرس الوطني احتجاجاً على القرار، وقام أحد الطلبة أيضاً بالانتحار لنفس السبب. أدان موظّفو كلّ من نقابة النقل البري الحكومية في أندرا براديش ونقابة الأطباء الحكومية والمحامين تقسيم الولاية، إذ توجّهوا إلى مبنى المحكمة رافعين لافتاتٍ تطالب الحكومة بإبقاء الولاية موحّدة.

## ردود أفعال الأحزاب السياسية
في 1 أغسطس، استقال أحد الوزراء و18 عضواً من أعضاء الهيئة التشريعية في حزب المؤتمر الوطني الهندي في منطقتي أندرا الساحلية ورايلاسيما بسبب قرار تقسيم ولاية أندرا براديش.
في 5 أغسطس، أثار بعض النواب من حزب المؤتمر الوطني الهندي وحزب رابطة ولاية تيلانغانا بعض الفوضى في كل من لوك سابها وراجيا سابها لمطالبة الحكومة بإصدار بيان واضح حول إبقاء الولاية موحّدة.
في 10 أغسطس، استقال كلّ من رئيس حزب مؤتمر العمال الشباب جاغان موهان ريدي ووالدته رئيسة حزب المؤتمر التشريعي فيجايالاكشمي احتجاجاً على القرار الفردي لحزب المؤتمر الهندي الوطني بإنشاء ولاية تيلانغانا دون إبداء أي اعتبار إلى المناطق الأخرى في الولاية.
في 12 أغسطس، استقال اثنان من وزراء الولاية من منصبيهما احتجاجاً على التقسيم المُقترح للولاية.
في 13 أغسطس، بدأ بعض الوزراء والنواب الحكوميون والأعضاء في مجلس ولاية ماديا براديش المنتمون إلى حزب المؤتمر الهندي الوطني احتجاجهم، إذ رفعوا شعاراتٍ في مبنى البرلمان للمطالبة بإبقاء أندرا براديش موحّدة. أثار النائب في البرلمان والعضو في حزب رابطة ولاية تيلانغانا نارامالي سيفابراساد الفوضى في لوك سابها، إذ ارتدى زيّاً ليتشبّه باللورد كريشنا.
وفي 15 أغسطس، التقى وفد مؤلف من 8 وزراء نقابيين مع فريق رفيع المستوى برئاسة وزير الدفاع أ. ك. أنتوني، إذ عُيّن الفريق للنظر في مشاكل الناس في منطقتي أندرا الساحلية ورايلاسيما بعد التقسيم المقترح. أخبر الوزراء الفريق عن بعض المشاكل مثل تقاسم موارد المياه والكهرباء وتوفير الضمان للموظفين وغيرها من القضايا التي ستترافق مع تقسيم الولاية. طالب الوزراء أيضاً بتعيين لجنة لإعادة تنظيم الولاية الثانية للنظر في موضوع إنشاء ولاية تيلانغانا.

## الاحتجاجات في عام 2014
دعت جمعية الموظفين غير الرسميين في أندرا براديش إلى إضراب عام في سيماندرا بتاريخ 13 فبراير من عام 2014، وذلك للاحتجاج على تقديم مشروع قانون تيلانغانا في البرلمان. شلّ الإضراب العام سير الحياة الطبيعية في رايلاسيما وأندرا الساحلية.

## مشروع قانون إعادة تنظيم أندرا براديش في البرلمان
قدّمت المتحدّثة مبيرا كومار مشروع قانون إعادة تنظيم ولاية أندرا براديش لعام 2013 في تمام الساعة 12 ظهراً بتاريخ 13 فبراير من عام 2014. خلال هذا الوقت، تعالت الهتافات في البرلمان ورشّ النائب لاغاداباتي راجاجوبال رذاذ الفلفل على المتحدّثة وفي كل مكان في البرلمان. تصدّى له بعض النواب في حزب المؤتمر الوطني الهندي التابعين لولايات أخرى. قام العضو في البرلمان فينوجوبال ريدي بسحب الميكروفون وتحريكه باتجاه النواب مهدداً إياهم بينما كانوا يحاولون إيقاف راجاجوبال. أُجّلت الجلسة في تمام الساعة 12:05 إلى الساعة 02:00 مساء. وفي وقت لاحق، أُعلن رسمياً عن قرار مشروع إعادة تنظيم ولاية أندرا براديش. قالت زعيمة المعارضة في لوك سابها سوشما سواراج إنها لا تعلم أي شيء عن تقديم مشروع القانون، إذ نفت الاعتراف بتقديمه حتّى.

## العرائض في المحكمة العليا
قُدّمت 9 عرائض إلى المحكمة العليا بهدف المطالبة بوقف مشروع قانون إعادة تنظيم ولاية أندرا براديش لعام 2013 في البرلمان. رفضت المحكمة العليا هذه العرائض لاحقاً مبررة ذلك بأنها «لا تعتقد بأنها المرحلة المناسبة لتدخّلها» وبأنها ستنظر في الأمر لاحقاً.